# Emporis Skyscraper Award
Emporis Skyscraper Award — щорічна (з 2000 року) нагорода в галузі архітектури.
Премія присуджується щорічно на Emporis будинкам, що визнаються «найкращим новим хмарочосом за дизайн та функціональність». Щоб отримати нагороду, будівництво хмарочосу має бути завершено за рік до нагороди і бути не нижчим аніж 100 метрів. Переможців оголошують у січні наступного року.

## Лауреати
| Рік  | Золото                                   | Золото                    | Срібло           | Срібло              | Бронза                                  | Бронза                 |
| Рік  | Будинок                                  | Місто                     | Будинок          | Місто               | Будинок                                 | Місто                  |
| ---- | ---------------------------------------- | ------------------------- | ---------------- | ------------------- | --------------------------------------- | ---------------------- |
| 2000 | Готель Софітел                           | Нью-Йорк                  |                  |                     |                                         |                        |
| 2001 | One Wall Centre                          | Ванкувер                  | Millennium Point | Нью-Йорк            | Плаза 66                                | Шанхай КНР             |
| 2002 | Бурдж аль-Мамлака                        | Ер-Ріяд Саудівська Аравія | Поштова вежа     | Бонн                | 111 Huntington Avenue                   | Бостон                 |
| 2003 | Сент-Мері Екс 30                         | Лондон                    | Highcliff        | Гонконг             | Skybridge                               | Чикаго                 |
| 2004 | Тайбей 101                               | Тайбей Китайський Тайбей  | Вежа Аґбар       | Барселона           | Світова вежа                            | Сідней Австралія       |
| 2005 | Turning Torso                            | Мальме Швеція             | Башта Q1         | Голд Кост Австралія | Вежа Монтевідео                         | Роттердам Нідерланди   |
| 2006 | Башта Херста                             | Нью-Йорк США              | The Wave         | Голд Кост Австралія | Башта Евріка                            | Мельбурн Австралія     |
| 2007 | Het Strijkijzer                          | Гаага Нідерланди          | Newton Suites    | Сінгапур            | Ontario Tower                           | Лондон                 |
| 2008 | Mode Gakuen Cocoon Tower                 | Токіо Японія              | Boutique Monaco  | Сеул Південна Корея | Шанхайський всесвітній фінансовий центр | Шанхай КНР             |
| 2009 | Aqua                                     | Чикаго США                | О-14             | Дубаї ОАЕ           | The Met                                 | Бангкок Таїланд        |
| 2010 | Hotel Porta Fira                         | Барселона Іспанія         | Бурдж Халіфа     | Дубаї ОАЕ           | Tour CMA CGM                            | Париж Франція          |
| 2011 | New York by Gehry at Eight Spruce Street | Нью-Йорк США              | Al Hamra Tower   | Кувейт              | Etihad Towers                           | Дубаї ОАЕ              |
| 2012 | Absolute World 1                         | Міссісага Канада          | Al Bahr Towers   | Абу-Дабі OAE        | Burj Qatar                              | Доха Катар             |
| 2013 | The Shard                                | Лондон Велика Британія    | DC Tower 1       | Відень Австрія      | Sheraton Huzhou Hot Spring Resort       | Хучжоу Китай           |
| 2014 | Wangjing SOHO                            | Пекін Китай               | Bosco Verticale  | Мілан Італія        | Tour D2                                 | Курбевуа Франція       |
| 2015 | Shanghai Tower                           | Шанхай Китай              | Evolution Tower  | Москва Росія        | Torre Isozaki                           | Мілан Італія           |
| 2016 | VIA 57 West                              | Нью-Йорк США              | Torre Reforma    | Мехіко-Сіті Мексика | Oasia Hotel Downtown                    | Сінгапур               |
| 2017 | Lotte World Tower                        | Сеул Південна Корея       | Generali Tower   | Мілан Італія        | 150 North Riverside                     | Чикаго США             |
| 2018 | MGM Cotai                                | Макау Китай               | La Marseillaise  | Марсель Франція     | 52 Lime Street                          | Лондон Велика Британія |
| 2019 | Lakhta Center                            | Санкт-Петербург Росія     | Leeza SOHO       | Пекін Китай         | 35 Hudson Yards                         | Нью-Йорк США           |
| 2020 | One Barangaroo                           | Сідней Австралія          | Telus Sky        | Калґарі Канада      | One Vanderbilt                          | Нью-Йорк США           |

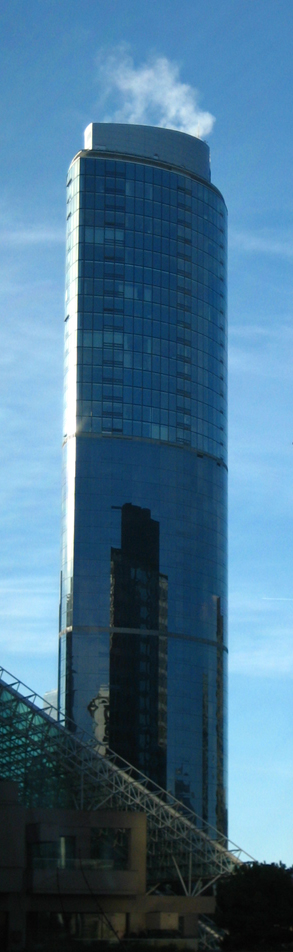
One Wall Centre
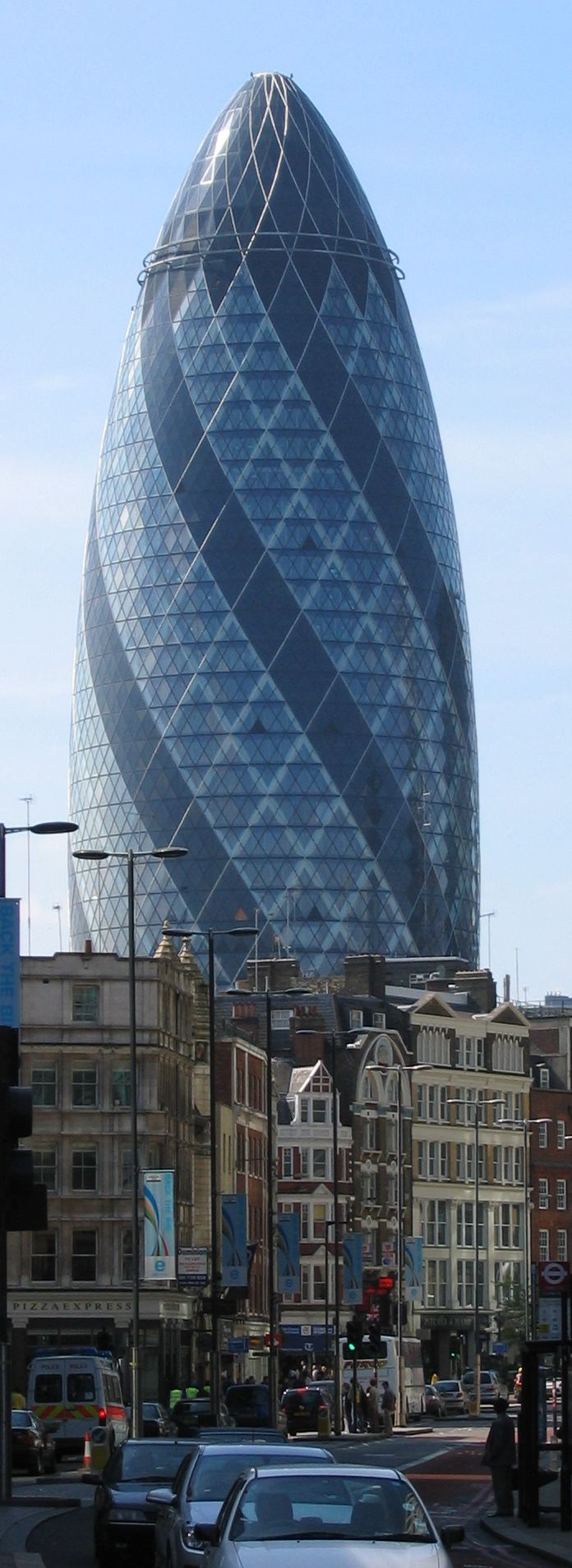
Сент-Мері Екс 30
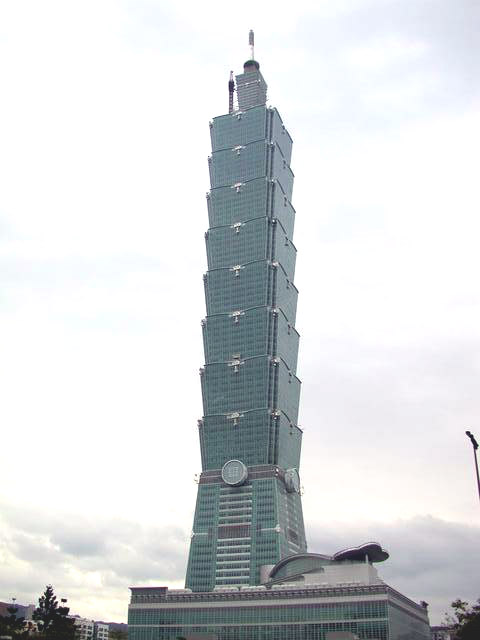
Тайбей 101
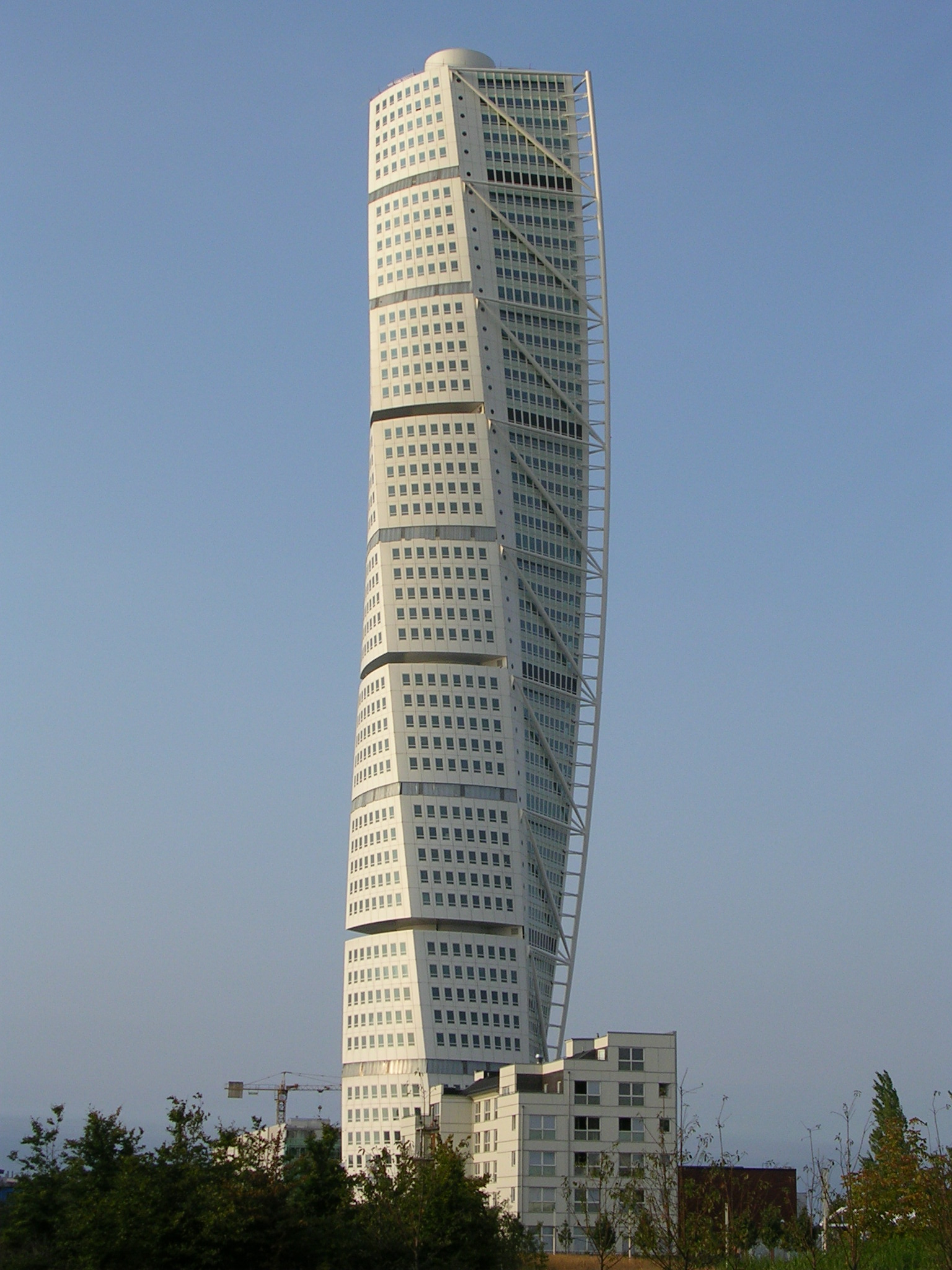
Turning Torso
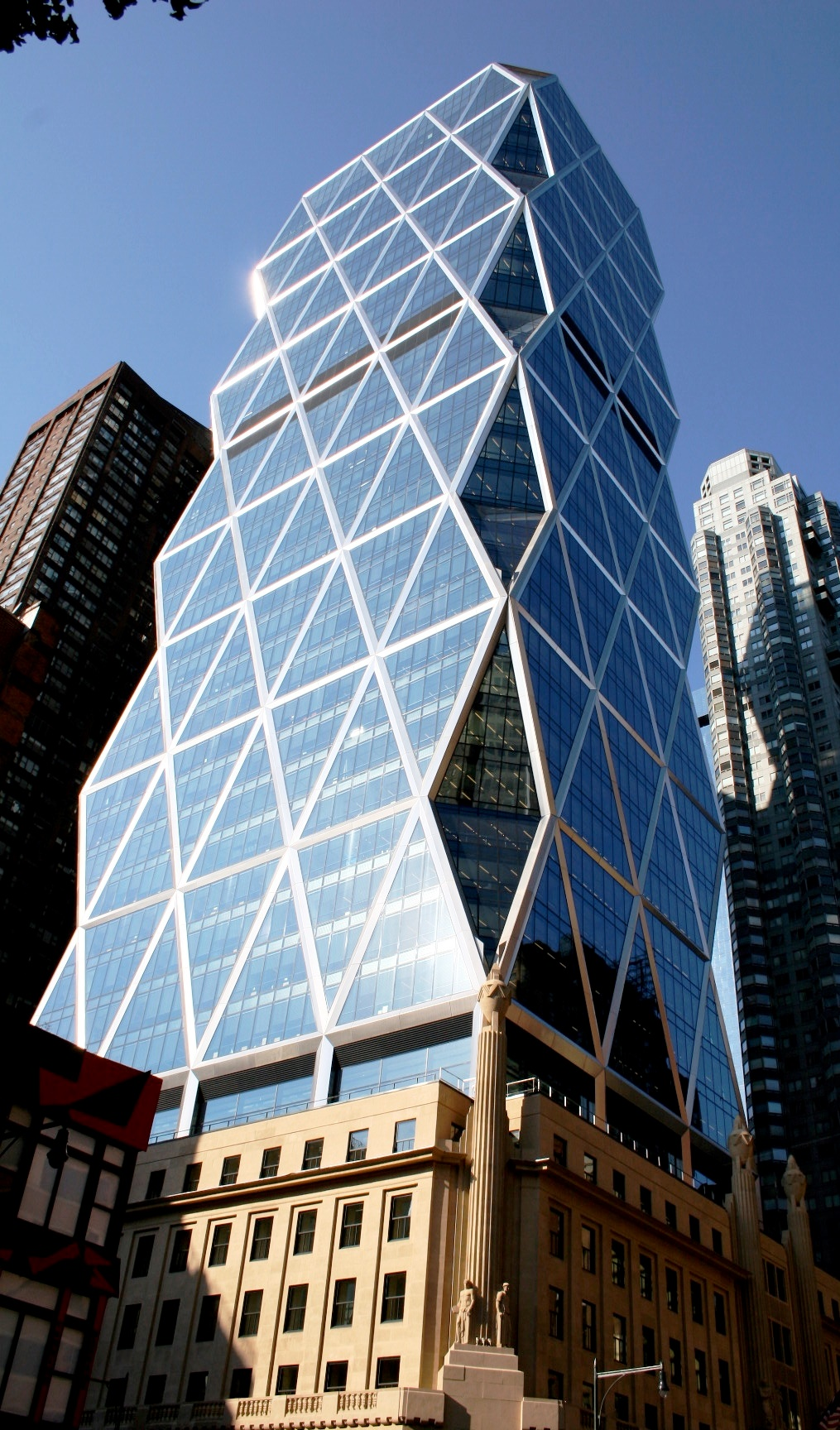
Башта Херста
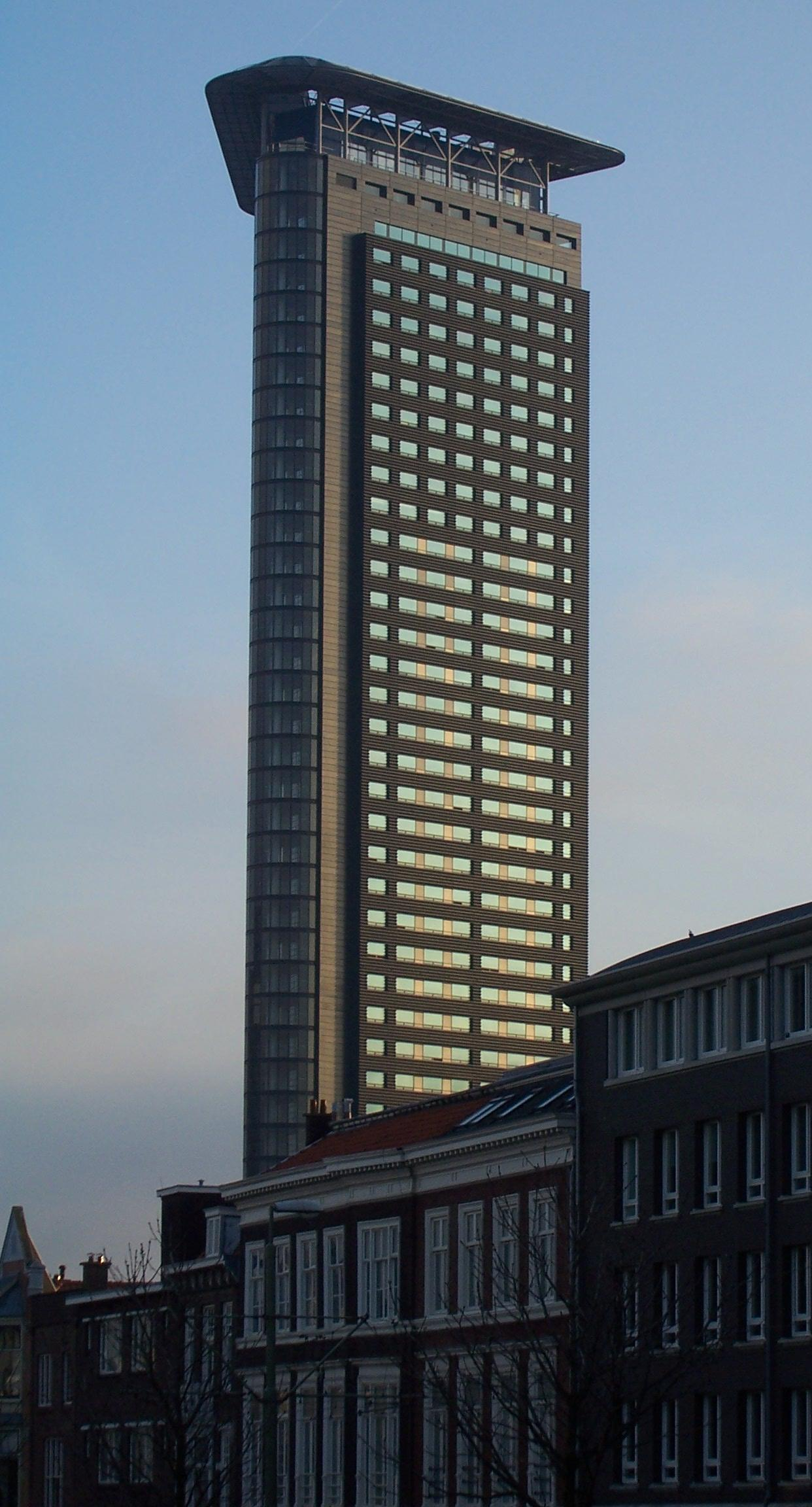
Het Strijkijzer
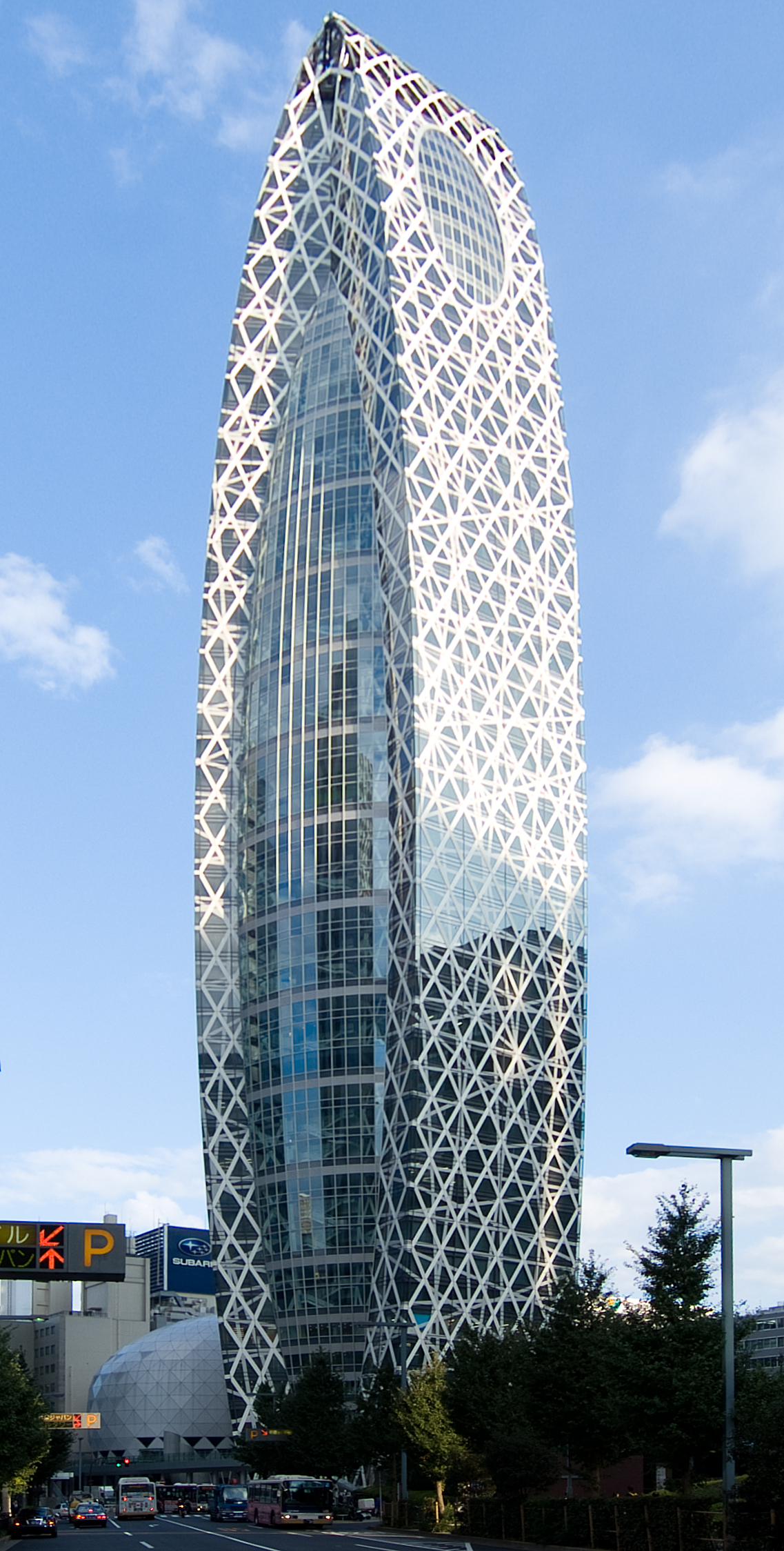
Mode Gakuen Cocoon Tower
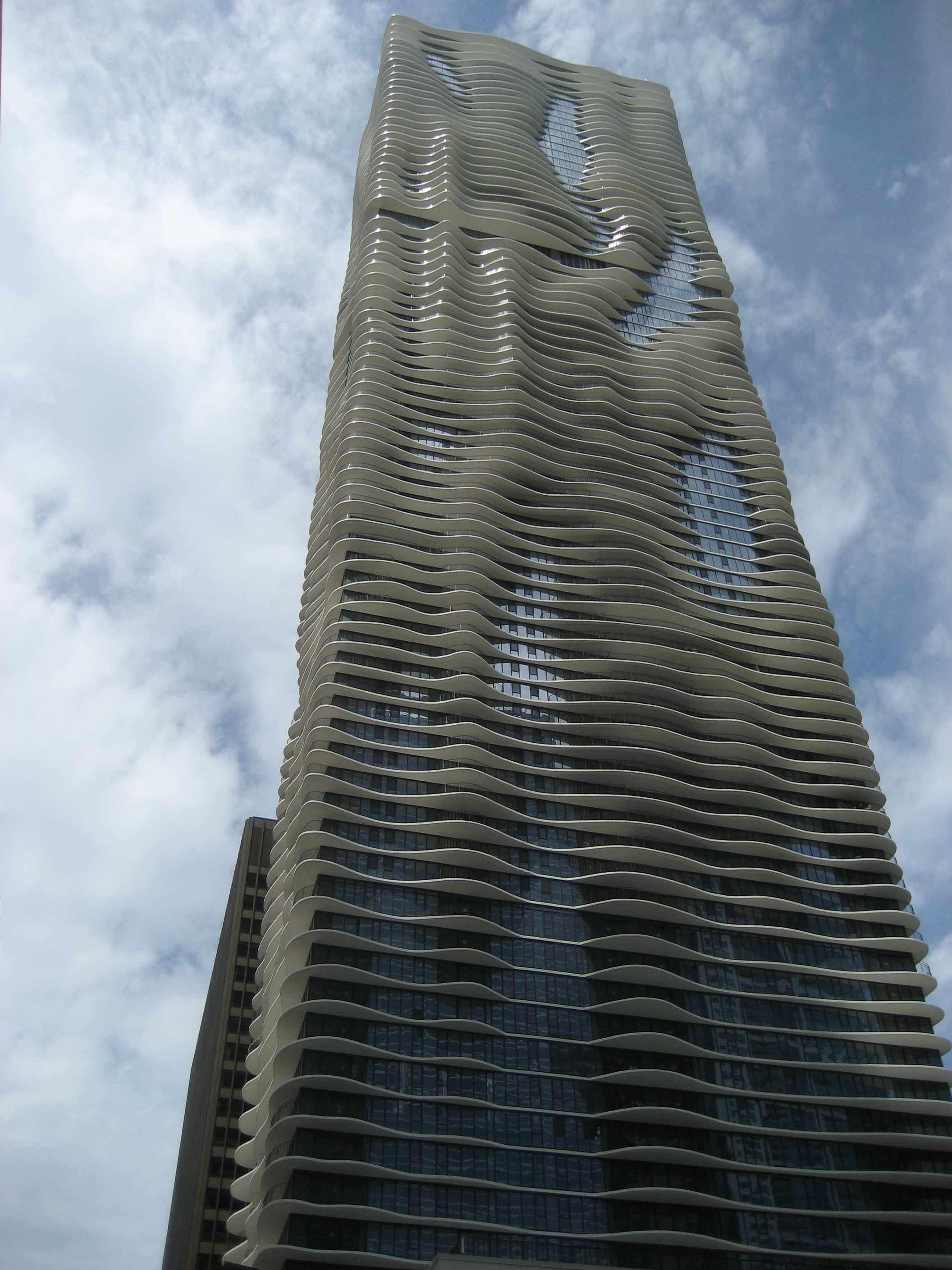
Aqua